# Sante Pagnini
Sante Pagnini (Lucca, 1470 – Lione, 24 agosto 1536) è stato un biblista e monaco cristiano italiano, dell'ordine dei domenicani, autore della prima traduzione latina della Bibbia dai testi originali, dopo quella di San Girolamo.

## Biografia
Sante Pagnini nasce a Lucca nel 1470. A 16 anni entra nell'Ordine domenicano, nel monastero di Fiesole, presso Firenze. Allievo di Girolamo Savonarola, si impegna tanto nell'attività di predicatore quanto nello studio delle lingue orientali, segnalandosi all'attenzione dei cardinali della famiglia Medici. Nel 1502 Pagnini è priore a Pistoia, nel 1504 a Firenze e nel 1508 a Lucca, finché il suo mentore papa Leone X non lo chiama a Roma come insegnante di lingue orientali. Pagnini lascia Roma nel 1521 alla volta di Avignone e, quindi, dal 1524 fino alla morte rimane nel convento domenicano di Lione. In Francia è attivo nella polemica anti-valdese e anti-luterana, ma anche in campo sociale e caritativo. Muore a Lione il 24 agosto 1536.

## Traduttore ed esegeta della Bibbia
Dopo San Girolamo, Sante Pagnini è il primo studioso a completare una traduzione latina della Bibbia basata sull'ebraico e sul testo greco originale. Vi lavora dal 1493, ma l'opera non sarà completata e pubblicata che nel 1527/28. La traduzione, che si distingue per la fedele aderenza letterale ai testi originali, conosce un grande successo tanto da essere ristampata in numerose Bibbie poliglotte e sarà consultata dallo stesso Martin Lutero. Oltre alla traduzione della Bibbia, Pagnini pubblica opere di esegesi e filologia greca ed ebraica, e un Thesaurus di lingua ebraica.

## Opere
- Isagoge ad linguam graecam capessendam, 1525
- Hebraicae institutiones..., 1526
- Veteris et Novi Testamenti nova translatio, 1527/8
- Isagoges seu introductionis ad sacra litteras liber unicus, 1528
- Thesaurus linguae sanctae sive Lexicon Hebraicum in quo Judaeos, speciatimque Kimchium in libro radicum secutus est..., 1529
- Catena argentea in Pentateuchum, 6 Bde., 1536
- Isagoge ad sanctas litteras et ad mysticos sanctae scripturae sensus..., 1536